# آن صوفي موتر
آن صوفي موتر (بالألمانية: Anne-Sophie Mutter)‏ (و. 1963  م) هي عازفة كمان، ومعلمة موسيقى ألمانية، ولدت في راينفلدن، تستخدم آلات كمان، هي عضوةٌ في الأكاديمية الأمريكية للفنون والعلوم.

## التعليم
تعلمت في جامعة الفنون في زيورخ ‏.

## جوائز
حصلت على جوائز منها:
- جائزة  برامس [الإنجليزية]‏ (8 يوليو 2011)[14]
- جائزة إريك فروم [الإنجليزية]‏ (2011)
- Leipzig International Mendelssohn Prize  [لغات أخرى]‏ (2008)[15]
- Ernst von Siemens Music Prize [الإنجليزية]‏ (2008)[16]
- Herbert von Karajan Music Prize [الإنجليزية]‏ (2003)[17]
- النيشان البافاري الماكسيميلياني للعلوم والفن (2001)
- جائزة ليوني سونينج للموسيقى [الإنجليزية]‏ (2001)
- الوسام النمساوي للعلوم والفنون [الإنجليزية]‏
- وسام الاستحقاق البافاري
- Grand Decoration of Honour for Services to the Republic of Austria ‏
- صليب القائد لنيشان استحقاق جمهورية ألمانيا الاتحادية
- وسام الاستحقاق لبادن-فورتمبيرغ
- وسام جوقة الشرف من رتبة فارس
- نيشان الفنون والآداب من رتبة ضابط.

## وصلات خارجية
- آن صوفي موتر على موقع IMDb (الإنجليزية)
- آن صوفي موتر على موقع الموسوعة البريطانية (الإنجليزية)
- آن صوفي موتر على موقع مونزينجر (الألمانية)
- آن صوفي موتر على موقع ميوزك برينز (الإنجليزية)
- آن صوفي موتر على موقع أول ميوزيك (الإنجليزية)
- آن صوفي موتر على موقع ديسكوغز (الإنجليزية)
- آن صوفي موتر على موقع قاعدة بيانات الفيلم (الإنجليزية)
- آن صوفي موتر في قاعدة بيانات الأفلام على الإنترنت